# فلاي داماس
فلاي داماس هي شركة الطيران السورية سابقة بدأت عملها في عام 2015، وسيرت رحلات إلى عدة دول عربية كالعراق والكويت وسلطنة عمان والسودان والإمارات وتركيا. ثم أغلقت في ظروف غامضة بدعوى الإفلاس.

## التشغيل
حصلت شركة “فلاي داماس” على الترخيص النهائي من “المؤسسة العامة للطيران المدني السوري” بالقرار رقم 184 تاريخ 19 شباط 2015، وأصبحت تحمل شهادة مشغل جوي سوري رقم (004) تاريخ 9 شباط 2015. شغلت شركة الطيران بتشغيل أول رحلة لها في 10 ديسمبر 2015 بين دمشق والقامشلي. بدأت فلاي داماس رحلاتها إلى دول مختلفة في الشرق الأوسط، باستخدام طائرة بوينغ 737-500 مستأجرة من الإسكندرية للطيران.  
كانت فلاي داماس مملوكة لعمار القادري ويديرها سامر الدهني، المدير التجاري السابق لشركة أجنحة الشام للطيران. ويقول إن هدف فلاي داماس كان تقديم الدعم ل "الشركة الأم" الخطوط الجوية السورية التي تخضع لعقوبات بسبب الحرب الأهلية السورية.

## الوجهات
بدأت الشركة بتشغيل رحلاتها منذ بداية العام 2016 حيث تقوم بتسيير رحلات إلى مدينة القامشلي والنجف وبغداد والخرطوم.